# Лисенко Юрій Юрійович
Ю́рій Ю́рійович Лисенко — старший солдат підрозділу Збройних Сил України, учасник російсько-української війни, який загинув у ході російського вторгнення в Україну в 2022 році.

## Життєпис
Народився 20 травня 1988 року у с. Васильки на Полтавщині. 
Навчався у місцевій школі. У 2007 році закінчив Червонозаводський технологічний технікум Полтавської державної аграрної академії. Працював на різних підприємствах, але вирішив присвятити себе захисту України та пішов на військову службу за контрактом до Збройних Сил України. Спочатку уклав контракт на 3 роки, а в квітні 2021 року його продовжив.
Загинув 2 березня 2022 року у бойових діях при обороні м. Лисичанська на Луганщині.
Похований 4 березня 2022 року на кладовищі в с. Васильки на Полтавщині.

## Родина
Залишилися батьки, сестра, дружина та донька Вікторія.

## Нагороди
- орден «За мужність» III ступеня (02.04.2022, посмертно) — за особисту мужність і самовіддані дії, виявлені у захисті державного суверенітету та територіальної цілісності України, вірність військовій присязі.

## Вшанування пам'яті
7 квітня 2023 року, у селі Васильки на фасаді місцевої школи відкрили меморіальну дошку воїну, уродженцю села Лисенку Юрію Юрійовичу.